# Blink-182
 Ovo je glavno značenje pojma Blink-182. Za istoimeni album ovog sastava pogledajte Blink-182 (album).
Blink-182 je američki pop punk sastav kojeg su 1992. u Powayu u Kaliforniji osnovali vokal i basist Mark Hoppus, vokal i gitarist Tom DeLonge i bubnjar Scott Raynor. U toj postavi izdali su debitantski album Cheshire Cat iz 1995., i njegov podosta uspješniji nasljednik, platinasti Dude Ranch. Tijekom turneje 1998. Raynora je zamijenio Travis Barker i time upotpunio aktualnu i najpoznatiju postavu.
Sastav je doživio veći uspjeh 1999., izdanjem platinastog albuma Enema of the State, koji je dosegao broj 9 na Bilboardovoj 200 ljestvici, ponajviše zahvaljujući singlovima "What's My Age Again" i "All the Small Things", od kojih je posljednji postao najveći hit u njihovoj karijeri. Blink-182 stječe sve veću popularnost neprikladnim i nepristojnim smislom za humor, a idući album, Take Off Your Pants and Jacket (2001.) dostigao je 1. mjesto u SAD-u, Kanadi i Njemačkoj. Istoimeni album Blink-182 iz 2003. označio je stilistički pomak za grupu; ugrađivanjem eksperimentalnih elemenata u svoju uobičajenu pop punk formulu razvili su mnogo zreliji zvuk.
DeLonge je napustio Blink-182 rane 2005., zbog čega sastav objavio neodređenu pauzu. Hoppus je, zajedno s Barkerom, formirao +44, dok je DeLonge osnovao Angels & Airwaves. Hoppus se usto posvetio glazbenoj produkciji, ali i postao TV voditelj, a Barker se nastavio baviti glazbom kao producent i solo izvođač. Blink-182 su se reformirali u veljači 2009., a njihov šesti studio album, Neighboorhoods, izašao je 27. rujna 2011. godine.
Od tada, 2016. godine objavljen je album California, a 2019. godine Nine.

## Povijest

### Osnivanje (1992. – 1993.)
Nakon što se u ljeto 1992. doselio u San Diego, Mark Hoppus se ponovno susreo sa sestrom Anne, kojoj je izrazio želju da bude u sastavu. Anne je pohađala srednju šlolu Rancho Bernardo, gdje se sprijateljila s novim učenikom Tomom DeLongeom, koji je bio izbačen iz srednje škole Poway jer je došao pijan na košarkašku utakmicu. DeLonge je također htio svirati u sastavu, pa ga je Anne u kolovozu 1992. upoznala sa svojim bratom Markom Hoppusom. Dvojac je satima znao svirati u DeLongeovoj garaži, pokazujući jedan drugome pjesme koje su sami prethodno napisali, ali i pišući zajedno nove pjesme - jedna od njih je postala pjesma "Carousel". Odlučili su službeno osnovati sastav, pa je DeLonge pozvao Scotta Raynora, prijatelja kojeg je upoznao na zabavi. Sada trojac, počeli su zajedno svirati po imenom Duck Tape, sve dok se DeLonge nije sjetio imena Blink.
Prvi demo koji je izdan bio je Flyswatter, snimljen u svibnju 1993. u Raynorovoj sobi. Zbog nedostatne opreme, kvaliteta zvuka je bila loša. Prema Hoppusu, izdano je malo primjeraka, uglavnom obitelji i prijateljima. Iste godine, sastav je snimio drugi demo, poznat samo kao Demo #2. Sadržavao je nekoliko ponovno snimljenih pjesme s Flyswattera i nove pjesme, od kojih će neke biti ponovno snimljene i objavljene na albumima Buddha, Cheshire Cat i Dude Ranch.
Buddha, treći i posljednji demo, snimljen je 1993., a izdan na kaseti preko neovisne izdavačke kuće čiji je vlasnik bio Hoppusov šef. Ovo je jedan od rijetkih albuma blink-182 kojeg su izdali pod imenom Blink. Remasteriranu verziju izdali su Kung Fu Records 1998., ali bez tri originalne pjesme, a s još dvije dodane.

### Prvi albumi
Sastav je postao poznat po šaljivim nastupima, a uskoro su potipisali i za manju izdavačku kuću, Cargo Music, uz koju su izdali prvi pravi album, Cheshire Cat u veljači 1994. Snimljen je u 3 dana i sadržavao nove pjesme i ponovno snimljene pjesme s prijašnjih izdanja. Tijekom 1995. i 1996., Blink je postajao popularniji i izvan Kalifornije. "M+M's" i "Wasting Time" su izdani kao singlovi, no nisu puno doprinijeli popularnosti. Iako album nije bio komercijalni uspjeh, mnogi sastavi i fanovi ga danas navode kao kultno izdanje.
Nedugo nakon što je izdan Cheshire Cat, irski pop sastav istog imena zaprijetio je tužbom ako ne promijene ime. Da izbjegnu sudski spor, sastav je svom imenu dodao "182", broj koji je nasumce izabrao Hoppus. Također 1994. Blink je izdao EP sa sastavom Iconoclasts nazvan Short Bus. EP s tri pjesme They Came to Conquer... Uranus izdan je iduće godine. Sastav se preselio u Encinitas 1996., gdje će snimiti drugi album Dude Ranch s producentom Markom Trombinom. Blink-182 su snimili album pod kućom Cargo Records, ali unatoč tome ostvarili solidan uspjeh na rock ljestvicama, pa su prešli pod MCA 1998. da poboljšaju distribuciju. Album je izdan 1997. i bio je relativno uspješan, s 1.5 milijun prodanih primjeraka u svijetu. Glavni singl "Dammit" postao je jedan od blinkovih najvećih hitova, te prepoznatljivi završetak koncerata od 1997. naovamo, a sastavu je privukao nešto više publike.
Zahvaljujući uspjehu Dude Rancha, blink-182 je krenuo na veliku svjetsku turneju tijekom 1997. i 1998. Usred američke turneje 1998., prvotni bubnjar Scott Raynor bio je primoran napustiti sastav. Godinama se nagađalo o razlozima Raynorovog odlaska; najpopularnije objašnjenje je da je Raynor previše pio, pa zato morao otići. Kad je obećao da će prestati piti, basist Mark Hoppus i gitarist Tom DeLonge sumnjali su u njegove riječi pa je telefonski otpušten. U intervjuu iz 2004., Hoppus je turneju Dude Ranch opisao "burnom", dok je DeLonge dodao "To je bila najgora turneja ikad. Tad nam je bubnjar imao problem s pićem. Na jednom koncertu palice su mu ispale 10 puta. Bilo je jako uznemirujuće gledati kako se netko tako uništava." Raynor je pak, u intervjuu iz 2004. kao razlog odlaska naveo želju da ostane u malom sastavu, za razliku od rastuće popularnosti koju je blink-182 tada doživljavao.
Hoppus i DeLonge su zamolili bubnjara Travisa Barkera iz pratećeg sastava The Aquabats da zamijeni Raynora do kraja turneje. Naposljetku su mu ponudili mjesto stalnog bubnjara, pa je on napustio The Aquabats. Kažu da je Barker naučio svih 20 blinkovih pjesmama u jednom danu. Sastav je ušao u studio u listopadu 1998. i počeo raditi na, što se kasnije pokazalo, ključnom albumu, Enema of the State.

### Proboj i nastavak popularnosti (1999. – 2004.)
Nakon završetka produkcije albuma Enema of the State s novim producentom Jerryjem Finnom, album je izdan u lipnju 1999. i ostvario ogroman uspjeh, uglavnom zbog popularnosti singlova "What's My Age Again", "All the Small Things" i "Adam's Song". Singlovi su doveli do stalnog emitiranja na glazbenim kanalima, čime su privukli novu publiku. Popularnost im je također porasla cameo nastupom u tinejdžerskoj komediji American Pie (1999.). Dokumentarni video naziva The Urethra Chronicles, izdan u studenom 1999., prikazivao je sastav iza pozornice i u šaljivim situacijama. Pjesma "Adam's Song" postala je pomalo zloglasna 2000. jer se, slušajući ju, američki tinejdžer objesio u svojoj garaži. Enema of the State prodala se u više od 15 milijuna primjeraka, čime je Blink-182 postao jedan od najvećih pop punk sastava tog doba.
The Mark, Tom, and Travis Show (The Enema Strikes Back!), izdan u studenom 2000., prvi je i jedini album uživo sastavljen od pjesama snimljenih u studenom 1999. u San Franciscu i Universal Cityu. Iako ime albuma podsjeća na poznatu turneju Blink-182 u ljeto 2000. (The Mark, Tom, and Travis Show Tour), album je zapravo snimljen na Loserkids Tour (za vrijeme zatvorenih koncerata na početku turneje) 1999. Album se ubrzo rasprodao i nestao iz prodajequickly went out of print. S albuma su skinuta dva singla, studio pjesma "Man Overboard" i live verzija pjesme "Dumpweed".
Sastav je komercijalni uspjeh nastavio albumom Take Off Your Pants and Jacket iz 2001., koji je označio malu promjenu zvuka svog prethodnika, Enema of the State. U prvom tjednu album se prodao u više od 350,000 primjeraka samo u prvom tjednu. Sadržavao je hit singlove "The Rock Show", "First Date" i "Stay Together for the Kids", dok je "Anthem Part 2" također dobila svoj radijski prostor. Album se prodao u više od 14.5 milijuna primjeraka u svijetu, a u SAD-u je postao dvostruko platinast. Album je izdan na tri različita CD-a: crveni, žuti i zeleni, svaki od kojih je sadržavao dvije različite dodatne pjesme. Europska turneja u zimi 2001. je odgođena kao posljedica događanja terorističkih napada 11. rujna. Promijenjeni datumi rane 2002. su također otkazani zbog DeLongeovih problema s leđima. 2001., sestra Marka Hoppusa izdala je knjigu o postanku sastava nazvanu "Blink-182: Tales From Beneath Your Mom". Blink-182 je zajedno sa sastavom Green Day predvodio Pop Disaster Tour tijekom ljeta 2002., zabilježeno na DVD-u Riding in Vans with Boys.
Tijekom pauze Blink-182, DeLonge i Barker osnovali su kratkotrajni sastav Box Car Racer zajednom s Davidom Kennedyjem iz sastava Hazen Street. Stvoren kao pokušaj eksperimentiranja s mračnijim idejama koje nisu pripadale blinku, sastav je snimio i izdao debitantski album Box Car Racer u svibnju 2002. i postigao komercijalni uspjeh. Album pozdravlja sastave kao što su Fugazi i Refused, post-hardcore velikane koji su utjecali na DeLongeovo stvaralaštvo. U međuvremenu, Barker je prihvatio poziv u rap rock sastav Transplants; njihov istoimeni album izdan je u listopadu 2002. Nakon što su završili sa sporednim projektima oko Božića 2002., blink-182 se regrupirao i počeo stvarati novi album.
Sastav je unajmio kuću u San Diegu za snimanje albuma, što je potrajalo duže od očekivanog, pa su bili izbačeni iz kuće prije završetka snimanja. Za snimanje prijašnjih albuma bila su potrebna svega tri mjeseca, dok se novi album snimao gotovo cijelu 2003. Sastav je krenuo na kratku turneju po Bliskom Istoku u ljeto 2003., a isto tako, po prvi put, uz Linkin Park, bio glavni izvođač na festivalima u Readingu i Leedsu, gdje su izvodili nove pjesme. Album je veoma dugo bio u produkciji, tako da su Hoppus, DeLonge i Barker posljednje verzije odabirali tek u listopadu 2003. DeLonge je opisao posljednje dane miksanja albuma "ludo stresnima" te da im je "ostalo samo nekoliko sati da predaju album kako bi izašao na vrijeme".
Istoimeni peti album Blink-182 izdan je 18. studenog 2003., njihov prvi album s izdavačkom kućom Geffen. Album je ostvario komercijalni uspjeh, čime su pridonijeli singlovi "Feeling This" i "I Miss You" i dobio je pozitivne reakcije kritike, koja je pohvalila njihovo novo usmjerenje i zvuk. Album je predstavljao "zreliji" blink-182 nego što je prije bio, a sastav je ubacio elemente eksperimentalnog rocka u njihov uobičajeni pop punk zvuk, potaknuti novim stilom života (sva trojica su postali očevi prije izlaska albuma) i sporednim projektima (Box Car Racer i Transplants).
Nedugo nakon izlaska Blink-182, sastav je krenuo na turneju "DollaBill", nazvanu po cijeni ulaznice od 1 dolar. Svirali su u deset klubova po SAD-u i u jednom u Kanadi. Barker je slomio desno stopalo poslije koncerta u Melbourneu u ožujku 2004., pa je sastav otkazao nekoliko koncerata u Australiji i Japanu. Blink-182 je bio na turneji i sa sastavom No Doubt u ljeto 2004. Tijekom 2004. još su izdana dva singla s Blink-182, "Down" i "Always", od kojih je posljednji trebao proslaviti dugovječnost sastava. No, tenzije unutar sastava počele su rasti kako se približavao kraj europske turneje u prosincu 2004.

### "Neodređena pauza", sekundarni projekti i Barkerova avionska nesreća (2005. – 2008.)
Sjevernoamerička turneja, koja je trebala promovirati Blink-182 i singl "Always", bila je u planu za proljeće 2005. Međutim, porasle su tenzije između članova kad je DeLonge zatražio prekid turneje i šestomjesečni odmor. Na sastanku sastava koji se preklopio s početkom njihove posljednje europske turneje, DeLonge je izjavio kako želi provesti više vremena sa svojom obitelji. Također je odbio snimiti novi album. "Razgovor se zahuktao i potrajao dva-tri sata. Stalno smo se vrtili oko istoga, a naposljetku je ishod bila oktazana turneja, a da nismo imali ideju kad ćemo išta više raditi s blink-182. Tijekom šestomjesečne pauze, Hoppus je želio je da sastav svira na humanitarnom koncertu za žrtve potresa i tsunamija u Indijskom oceanu. DeLonge je pristao svirati, pa je sastav krenuo na probe. No, tijekom probi došlo je do ponovnog podizanja tenzija, pa do razgovora o prisilnoj pauzi sastava, kompilaciji najvećih hitova i mogućnosti snimanja idućeg albuma.
DeLonge je izjavio kako će svoje dionice snimiti jedino u svom domu u San Diegu, a da mu Hoppus i Bakrker šalju ProTools datoteke svojih dionica. O posljednjim trenucima sastava, Hoppus je rekao: "Jedan čovjek je o svemu odlučivao. To smo rekli Tomu. Postalo je gadno. [...] Rekli smo, 'Pokušavaš sam sve kontrolirati, i to nije u redu.' On je rekao kako ne želi biti dio nečega što ne može kontrolirati, te je napustio prostor za probu." Menadžer blink-182 Rick DeVoe nazvao je Hoppusa i Barkera idući dan i rekao im da je DeLonge napustio sastav, navodeći: "Od danas, Tom DeLonge više nije član blink-182." DeLonge je potom promijenio broj telefona da izbjegne raspravu s Hoppusom i Barkerom. 2010., dok se prisjećao raspada, Tom Delonge je izjavio: "Moj najveći neuspjeh bio je raspad blinka. To je bio prekid prijateljstava, poslova i komunikacije. U svojim srcima, mislili smo da je zauvijek gotovo. Čudno je da sam tad to gledao kao vlastiti trijumf." Poslije mnogo različitih nagađanja o tome je li se sastav zapravo raspao, blink-182 su objavili kako odlaze na "neodređenu pauzu".
U travnju 2005. Hoppus i Barker su objavili kako su formirali novi sastav, +44. Za vrijeme pauze, Hoppus je počeo producirati albume sastava Motion City Soundtrack i počeo voditi blog HiMyNameisMark, dok je bubnjar Travis Barker lansirao liniju cipela i radio na čak tri različita glazbena projekta - Transplants, TRV$DJAM i +44. Također je bio glavna zvijezda reality serije MTV-a "Meet the Barkers" sa svojom tadašnjom ženom, bivšom Miss SAD-a, Shannom Moakler. Serija je zabilježila raskošno vjenčanje i privatni život bivšeg para. Njihov kasniji prekid, pomirenje i razvod bila su česta tema tabloida. U međuvremenu, DeLonge je nestao iz očiju javnosti, nigdje se nije pojavljivao niti dopuštao intervjue. U tajnosti je ostao do 16. rujna 2005., kad je najavio svoj novi projekt, Angels & Airwaves, obećavajući "najveću rock and roll revoluciju ove generacije." DeLonge je kasnije otkrio da je tada bio ovisan o lijekovima protiv bolova, sjećajući se, "Počeo sam gubiti razum, bio sam na tisućama lijekova i skoro sam se ubio," te da nije shvaćao kako mu je izjava bila iznimno ambiciozna.
+44 je 2006. snimio i izdao debitantski album, When Your Heart Stops Beating. Ploča se uglavnom temelji na raspadu blink-182, prepuna rezignacije i mračnih motiva, a jedna je pjesma, "No, It Isn't", usmjerena k DeLongeu. Angeles & Airwaves, koji još uvijek snimaju i održavaju koncerte, izdali su dva albuma za vrijeme blinkove pauze: We Don't Need to Whisper (2006.) i I-Empire (2007.). Geffen Records su izdali kompilacijski album Greatest Hits 1. studenog 2005. Album je također sadržavao prethodno neobjavljenu obradu pjesme "Another Girl, Another Planet" sastava "The Only Ones". Pjesma je korištena kao špica Barkerove reality serije, "Meet the Barkers". Bila je to posljednja pjesma koju je sastav snimio u studiju prije pauze. Album je dostigao 6. mjesto ljestvice 200 najpopularnijih albuma u SAD-u.
21. kolovoza 2008. blinkov producent Jerry Finn preminuo je od posljedica moždanog krvarenja. Ovaj događaj će postati jedan od katalizatora za početak DeLongeove komunikacije s Hoppusom i Barkerom u rujnu 2008. 19. rujna 2008., Travis Barker jedva je preživio avionsku nesreću nakon koncerta s pjevačem sastava Jane's Addiction Perryjem Farrellom. Adam Goldstein (poznatiji kao DJ AM) i Barker bili su jedini preživjeli. Barker je pretrpio opekline drugog i trećeg stupnja po torzu i donjem dijelu tijela, a po prognozama oporavak mu je trebao trajati godinu dana. Dok je bio u bolnici, posjećivali su ga Mark Hoppus i bivši kolega iz sastava, Tom DeLonge. Česti posjeti omogućili su da se sastav ponovno zbliži i premosti različitosti. 2010., Tom DeLonge je progovorio o Barkerovoj nesreći "da se ta nesreća nije dogodila, danas ne bismo bili sastav. Kratko i jasno. To je bila sudbina."

### Reformacija iNeighborhoods(2009. - danas)
Na 51. dodijeli nagrada Grammy održanoj 8. veljače 2009. Hoppus, DeLonge i Barker pojavili su se zajedno na pozornici još od prosinca 2004. Barker je objavio reformaciju, riječima: "Nekad smo zajedno svirali... a sad smo odlučili to ponovno činiti", dok je Hopppus dodao: "Blink-182 se vraća!" Na svojoj web stranici sastav je objavio nešto širu obavijest: "Jednostavno, vraćamo se. Stvarno vraćamo. Počinjemo gdje smo stali i idemo još dalje. U studiju ćemo pisati i snimati novi album. Pripremamo se i za svjetsku turneju još jednom. Prijateljstva su obnovljena." Blink-182 je krenuo na turneju po Sjevernoj Americi od srpnja do listopada 2009., a prateći sastavi bili su im Weezer i Fall Out Boy. Europska turneja po festivalima uslijedila je tijekom kolovoza i rujna 2010.
Završetak šestog studijskog albuma, koji traje još od njihove reformacije 2009., odgađan je više puta. U studenom 2010., Hoppus je izjavio kako bi željeli izdati album u travnju ili svibnju 2011. U veljači 2011., Barker je rekao kako misli da bi mogli "predati album u lipnju ili srpnju, i stvarno, predobra je stvar. Jako smo blizu, već imamo dovršene pjesme koje se neće mijenjati. To su verzije koje će završiti na albumu." Idući mjesec, DeLonge je rekao da će album biti vani prije planirane europske turneje u srpnju, i da  "[neće] ići na turneju bez novog albuma". Međutim, tog travnja, sastav je objavio da odgađa turneju zbog rada na albumu: "Nadali smo se da ćemo odsvirati neke nove pjesme, a ne da ćete dobiti još jednu turneju 'Greatest Hits'." Izdavačka kuća Geffen Records dala im je 31. srpnja 2011. kao krajnji rok za završetak albuma. "Mislili smo da smo već pri kraju, ali smo doslovno prošli tjedan ispucali nekoliko posve novih stvari za koje mislim da će biti među najboljima na albumu", rekao je DeLonge u svibnju. "Snimanje nikad nije u potpunosti gotovo. Na kraju ili prođe glatko, ili je strka zadnji dan." Album naziva Neighborhoods, izašao je 27. rujna, 2011. Iako je "Up All Night", prvi singl s novog albuma,  trebao doživjeti premijeru 15.srpnja, Hoppus ju je pomaknuo na dan ranije, zbog curenja manjeg segmenta pjesme ranije tog dana. Blinkumentary, dokumentarni film o sastavu, također bi trebao izaći najesen 2011.
Blink-182 je, zajedno sa sastavom My Chemical Romance, predvodio turneju Honda Civic, od kolovoza do listopada 2011., s dodatnim datumima po Kanadi uz pratnju skupina Rancid i Against Me!. 2012. sastav kreće na turneju kojom će proslaviti 20 godina na sceni. Također je snimljen video spot za novi singl "After Midnight". Blink-182 je trebao predvoditi ovogodišnji glazbeni festival Bamboozle, no otkazali su nastup zbog Barkerovog oporavka od operacije krajnika. Također je potvrđeno kako će sastav sudjelovati na australskom festivalu Soundwave 2013., i to u punom sastavu, jer su postojala nagađanja o zamjenskom bubnjaru, jer Barker od svoje avionske nesreće 2008. ima strah od letenja. To će biti njihov prvi koncert u Australiji još od 2004.
Sastav planira započeti snimanje sedmog studijskog albuma nakon turneje po Australiji, i to u istom studiju, što s prethodnim albumom nije bio slučaj. U međuvremenu, 18. prosinca 2012. izdat će EP nazvan Dogs Eating Dogs. To će biti prvo izdanje sastava kao nezavisnih izvođača, nakon što su u listopadu napustili producentsku kuću Interscope Records.

## Članovi sastava

### Sadašnji članovi
- Mark Hoppus – vokal, bas-gitara  (1992. – 2005., 2009. – danas)
- Travis Barker – bubnjevi (1998. – 2005., 2009. – danas)
- Tom DeLonge – gitara, vokal (1992. – 2005., 2009. – 2015., 2022. – danas)

### Bivši članovi
- Scott Raynor – bubnjevi (1992. – 1998.)
- Matt Skiba – gitara, vokal (2015. – 2022.)

## Diskografija
- Cheshire Cat (1995.)
- Dude Ranch (1997.)
- Enema of the State (1999.)
- Take Off Your Pants and Jacket (2001.)
- Untitled (2003.)
- Neighborhoods (2011.)
- California (2016.)
- Nine (2019.)
- One More Time... (2023.)

## Vanjske poveznice
- Službene stranice
- RSS kanal[neaktivna poveznica]